# Kategoria e Parë 1990-1991
La Kategoria e Parë 1990-1991 fu la 52ª edizione della massima serie del campionato albanese di calcio disputata tra il 9 settembre 1990 e il 12 giugno 1991 e conclusa con la vittoria del Flamurtari, al suo primo titolo.
Capocannoniere del torneo fu Kliton Bozgo (Tomori) con 29 reti.

## Formula
Le squadre partecipanti passarono da 12 a 14 e disputarono un girone di andata e ritorno per un totale di 26 partite. Giocarono ulteriori 13 incontri e le prime 7 classificate ne giocarono 7 in casa e 6 in trasferta.
L'ultima fu retrocessa in Kategoria e Dytë.
Le squadre qualificate alle coppe europee furono tre: la vincente del campionato fu ammessa alla Coppa dei Campioni 1991-1992, la vincente della coppa d'Albania alla Coppa delle Coppe 1991-1992 e un'ulteriore squadra alla Coppa UEFA 1991-1992.

## Squadre
| Squadra             | Città        | Stadio | Stagione 1989-1990 |
| ------------------- | ------------ | ------ | ------------------ |
| Labinoti            | Elbasan      |        | 11°                |
| 17 Nëntori          | Tirana       |        | 4°                 |
| KF Partizani Tirana | Tirana       |        | 2°                 |
| Dinamo Tirana       | Tirana       |        | Campione d'Albania |
| Flamurtari          | Valona       |        | 3°                 |
| Vllaznia            | Scutari      |        | 5°                 |
| Tomori              | Berat        |        | 9°                 |
| Lokomotiva          | Durazzo      |        | 10°                |
| Luftëtari           | Argirocastro |        | 7°                 |
| Skënderbeu          | Coriza       |        | Kategoria e Dytë   |
| Besa Kavajë         | Kavajë       |        | 8°                 |
| Apolonia            | Fier         |        | 6°                 |
| Kastrioti           | Croia        |        | Kategoria e Dytë   |
| Traktori            | Lushnjë      |        | Kategoria e Dytë   |

## Classifica finale
|                    | Pos. | Squadra     | Pt | G  | V  | N  | P  | GF | GS | DR  |
| ------------------ | ---- | ----------- | -- | -- | -- | -- | -- | -- | -- | --- |
| Albania (bandiera) | 1.   | Flamurtari  | 54 | 39 | 24 | 6  | 9  | 63 | 32 | +31 |
|                    | 2.   | Partizani   | 48 | 39 | 18 | 12 | 9  | 52 | 35 | +17 |
|                    | 3.   | Vllaznia    | 45 | 39 | 16 | 13 | 10 | 57 | 47 | +10 |
|                    | 4.   | 17 Nëntori  | 44 | 39 | 16 | 12 | 11 | 52 | 40 | +12 |
|                    | 5.   | Tomori      | 40 | 39 | 13 | 14 | 12 | 62 | 47 | +15 |
|                    | 6.   | Dinamo      | 40 | 39 | 13 | 14 | 12 | 53 | 44 | +9  |
|                    | 7.   | Apolonia    | 38 | 39 | 13 | 12 | 14 | 49 | 47 | +2  |
|                    | 8.   | Lokomotiva  | 36 | 39 | 12 | 12 | 15 | 30 | 38 | -8  |
|                    | 9.   | Labinoti    | 36 | 39 | 11 | 14 | 14 | 29 | 37 | -8  |
|                    | 10.  | Skënderbeu  | 35 | 39 | 10 | 15 | 14 | 46 | 55 | -9  |
|                    | 11.  | Besa Kavajë | 34 | 39 | 11 | 12 | 16 | 45 | 50 | -5  |
|                    | 12.  | Kastrioti   | 34 | 39 | 12 | 10 | 17 | 41 | 62 | -21 |
|                    | 13.  | Traktori    | 32 | 39 | 10 | 12 | 17 | 39 | 60 | -21 |
|                    | 14.  | Luftëtari   | 30 | 39 | 12 | 6  | 21 | 31 | 55 | -24 |

Legenda:

      Campione d'Albania
      Ammesso alla Coppa delle Coppe
      Ammesso alla Coppa UEFA
      Retrocesso in Kategoria e Dytë
Note:

Due punti a vittoria, uno a pareggio, zero a sconfitta.

## Verdetti
- Campione: Flamurtari
- Qualificata alla Coppa dei Campioni: Flamurtari
- Qualificata alla Coppa delle Coppe: Partizani
- Qualificata alla Coppa UEFA: Vllaznia
- Retrocessa in Kategoria e Dytë: Luftëtari